# 韦恩·库珀
阿尔蒂斯·韦恩·库珀（英語：Artis Wayne Cooper，1956年11月16日—2022年4月11日），美国篮球运动员。他在1978年的NBA选秀中第2轮第18顺位被金州勇士选中。球員生涯效力於金州勇士、猶他爵士、達拉斯獨行俠、波特蘭拓荒者與丹佛金塊，在1992年從球員退役。退役後留在波特蘭拓荒者擔任管理階層，1994年轉往沙加緬度國王擔任助理教練與球隊總監，1996年升任副總裁至2013年退休。2022年因病逝世，享壽66歲。